# カリム人
カリム人（カリムじん、ロシア語: Карымы、英語: Karyms) またはカルィム人は、ロシア連邦におけるひとつの民族グループであり、ロシア人入植者の間で女性が不足していたため、ロシア人とエヴェンキ人およびブリヤート人が混血した人々である。
2002年全ロシア国勢調査では、2人がカリム人であると自己認識し、「ロシア人」という民族に含まれていた。
ロシア・カムチャツカ半島の火山であるカリムスキー山は、この民族グループにちなんで名付けられている。

## 参照項目
- ロシアの民族